# امقاصير (جيشان)

تعديل مصدري - تعديل

امقاصير هي إحدى قرى عزلة جيشان بمديرية جيشان التابعة لمحافظة أبين، بلغ تعداد سكانها 20 نسمة حسب تعداد اليمن لعام 2004.